# Joseph Dodge

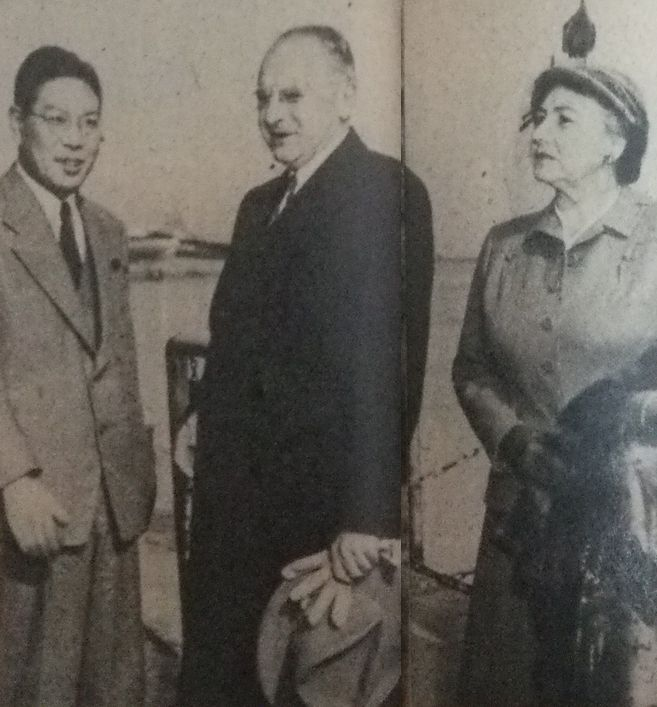
Joseph Dodge und Ikeda Hayato 1949

Joseph Dodge, vollständiger Name Joseph Morrell Dodge, (18. November 1890 – 2. Dezember 1964) war ein amerikanischer Banker und Regierungsangestellter.
Dodge wurde in Detroit als Kind eines Künstlers und Mitglieds der Quäker geboren. Seine Kindheit war von Armut geprägt und er besuchte kein College. Von 1917 bis 1932 arbeitete er für den Autozulieferer  Thomas J. Doyle Company und anschließend für die Bank of Detroit, deren Präsident er 1933 wurde. 1941 wurde er Direktor einer Abteilung der Army Service Forces; 1942 trat er als Beauftragter für Preisüberwachung von Rüstungsgütern direkt in den Dienst der amerikanischen Regierung. Er leitete mehrere mit dieser Aufgabe befasste Behörden, bis er 1945 Finanzberater der amerikanischen Militäradministration in Berlin und später Finanzdirektor der amerikanischen Streitkräfte in Deutschland wurde. 1946 wurde er Träger der Medal of Merit.
Zur Behebung der deutschen Wirtschaftsprobleme nach dem Kriegsende 1945 schlug er eine neunzigprozentige Abwertung der Reichsmark und eine Abgabe auf Grundbesitz vor. Gemeinsam mit den deutschen Emigranten Gerhard Colm und Raymond W. Goldsmith entwickelte er einen Plan zur Neuordnung des deutschen Bank- und Notenbankwesens (verkürzt auch als Dodge-Plan bezeichnet), der für jedes Land eine eigene Zentralbank ohne Notenausgaberecht vorsah. Die Koordination sollte über eine alliierte Bankenbehörde (Allied Banking Board) und eine Kommission der Zentralbanken in den Ländern (Land Central Bank Commission) erfolgen. Die Landesbanken sollten in Anlehnung an das US-amerikanische Federal Reserve System von staatlicher Einflussnahme unabhängig sein. In Anwendung seines Plans wurden die Landesbanken zunächst in der amerikanischen Zone, dann in der Bizone geschaffen. Aus ihnen ging die Bank Deutscher Länder hervor, die mit dem „Gesetz zur Neuordnung des Geldwesens“ vom 19. Juni 1948 auch das Recht zur Ausgabe von Banknoten und Münzen erhielt, was Voraussetzung für die Währungsreform 1948 war.
Dodge nahm 1947 als Finanzexperte an Verhandlungen über einen Nachkriegsvertrag für Österreich teil und arbeitete ab 1949 für General MacArthur in derselben Funktion in Japan. 1952 ernannte ihn Präsident Eisenhower zum Direktor des Office of Management and Budget, eine Position mit Kabinettsrang, die er bis 1954 ausübte.  Er starb 1964 in Detroit.
Dodge war verheiratet und hatte einen Sohn.